# Heilbronner Zeitung

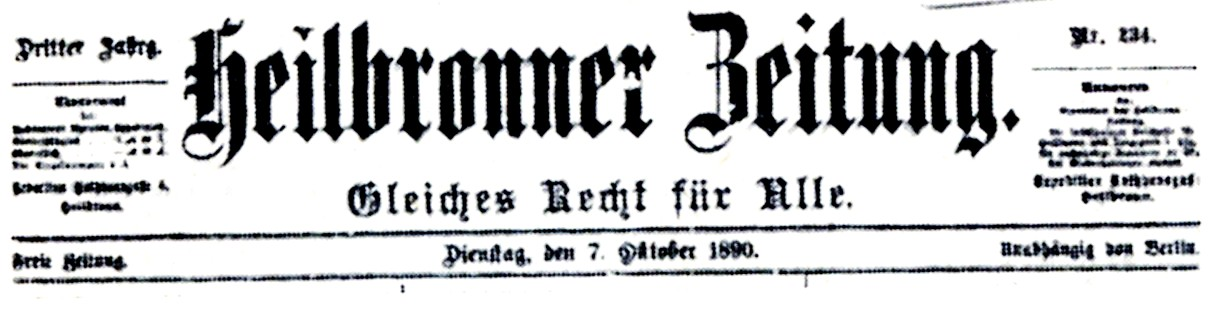
Titelkopf der Heilbronner Zeitung am 7. Oktober 1890

Die Heilbronner Zeitung war eine ab 1879 in Heilbronn erscheinende regionale Tageszeitung. Ab 1920 trug sie den Titel Heilbronner Abend-Zeitung, bis sie 1934 zugunsten der nationalsozialistischen Tageszeitung Heilbronner Tagblatt eingestellt wurde.
Die erste nachgewiesene Ausgabe der Heilbronner Zeitung erschien am 1. Januar 1879 im Verlag von Heinrich Güldig, der auch ihr Drucker und Redakteur war. Güldig hatte die demokratische Heilbronner Tageszeitung Neckar-Dampfschiff 1848 von August Ruoff übernommen und seitdem in Konkurrenz zur bürgerlich-konservativen Neckar-Zeitung beständig demokratisch ausgerichtete Zeitungen für Heilbronn verlegt, die öfter den Namen, das Format und die Erscheinungsform wechselten. Heilbronner Zeitung war schon der Untertitel des Neckar-Dampfschiffs gewesen. Ab August 1879 war nicht mehr Güldig, sondern Georg Ehrat Verleger, Redakteur und Drucker der Heilbronner Zeitung; Güldig zog sich schrittweise aus dem Verlagsgeschäft zurück und verzog schließlich nach Großgartach. Das Oberamt Heilbronn meldete, die Zeitung scheine ihre bisherige demokratische Richtung zu verlassen.
Ob und unter welchem Namen die Zeitung in den Folgejahren erschien, ist wegen Kriegsverlusten in Archiven und Bibliotheken nicht klar, 1882 findet sie sich aber noch im Heilbronner Adressbuch. 1888 übernahm Franz Lipp die Redaktion und den Verlag der Heilbronner Zeitung, deren Jahrgangszählung mit dem 1. Jahrgang 1888 einsetzt.
Lipp hatte in Stuttgart für den demokratischen Beobachter geschrieben und war 1885 erstmals als demokratischer Redner in Heilbronn erschienen. Er hatte auch politische Ambitionen und unterlag bei der Landtagswahl 1889 im Wahlkreis Heilbronn Amt knapp gegen den konservativen Gemeinderat Gottlieb Wagner aus Großgartach.
Das Blatt hatte nun das Motto Gleiches Recht für Alle und Unabhängig von Berlin. Lipp war überaus streitbar; Hans Franke bezeichnet ihn als „polemische[n], oft unsachliche[n] Journalist[en]“ und schreibt, er und seine Redaktion hätten „in einer ununterbrochenen Fehde, mit, man kann wohl sagen, ganz Heilbronn“ gelegen. Hauptfeind Lipps war der umstrittene Heilbronner Oberbürgermeister Paul Hegelmaier; aber auch die bürgerliche Neckar-Zeitung, ihren Verleger und Chefredakteur Hermann Schell und die beiden Rechtsanwälte Moegling und Kleine, die Lipp zu einem „Triumvirat“ zählte, überzog er regelmäßig mit Hohn und Spott. Lipps Gegner zeigten ihn mehrfach wegen Beleidigung an. Wegen des Verdachts auf Meineid kam er 1889 in Haft, wurde aber freigesprochen.
1894 wechselte der Verlag der Heilbronner Zeitung zur Druckerei Carl-Wilhelm Fischer & Carl Wulle. Wulle war ehemals Lektor bei der konkurrierenden Neckar-Zeitung gewesen, führte die Heilbronner Zeitung aber weiterhin auf der Linie der Volkspartei, nur ohne die höhnische und beleidigende Tendenz Franz Lipps. 1919 wurde er württembergischer Landesvorsitzender der Volkspartei-Nachfolgerin Deutsche Demokratische Partei (DDP). Ab 1919 arbeitete auch Willy Dürr aus Esslingen in der Redaktion, ein guter Bekannter und Parteifreund des späteren Bundespräsidenten Heuss. 1920 verkaufte Wulle die Heilbronner Zeitung an den Verleger der konkurrierenden Neckar-Zeitung, Viktor Kraemer. Kraemer änderte den Titel der Heilbronner Zeitung in Heilbronner Abend-Zeitung. Willy Dürr blieb Redakteur und führte die Zeitung weiter im Sinne der DDP.
Im Verlag Kraemers erschienen mit der Neckar-Zeitung, der Heilbronner Abend-Zeitung und dem national-konservativ ausgerichteten Heilbronner General-Anzeiger nun drei Zeitungen; vierte Heilbronner Tageszeitung war das 1907 gegründete Neckar-Echo der SPD. 1932 erschien erstmals das Heilbronner Tagblatt der NSDAP. Nach der Machtübernahme der Nationalsozialisten verprügelte im November 1933 ein „Rollkommando“ des Kreisleiters Richard Drauz den Verleger Kraemer und brach ihm mit einem Schlagring das Nasenbein. Kraemer hoffte, wenigstens die Neckar-Zeitung weiterführen zu können, verkaufte aber nach weiteren Repressalien im Februar 1934 seinen Verlag an das Heilbronner Tagblatt. Die Abend-Zeitung und der General-Anzeiger wurden bereits zum 1. März 1934 eingestellt, die Neckar-Zeitung lief unter NSDAP-Regie und Umbenennung in Heilbronner Morgenpost (zum 1. Januar 1935) noch bis zum 31. Juli 1937 weiter und wurde dann ebenfalls eingestellt. Nachdem das Neckar-Echo der SPD bereits 1933 verboten worden war, blieb das NSDAP-Heilbronner Tagblatt bis 1945 die einzige Zeitung Heilbronns.
Unter amerikanischer Besatzung erschien 1946 erstmals wieder eine Zeitung in Heilbronn. In drei Probenummern vom 16. und 19. März 1946 hieß sie noch Heilbronner Zeitung. Da die Amerikaner jedoch nur Zeitungstitel zuließen, die zuvor nicht verwendet worden waren, wurde daraus die am 28. März 1946 erstmals erschienene Heilbronner Stimme.